# Герб Ниуэ
Герб Ниуэ — или «Государственная печать Ниуэ» была создана в 1974 году когда Ниуэ получила независимость и присоединилась к свободной ассоциации вместе с Новой Зеландией. Является государственным символом вместе с флагом страны.
Внешний вид герба Ниуэ идентичен гербу Новой Зеландии.

## История
До 1974 года Ниуэ пользовалось гербом Новой Зеландии, но в законе о конституции, принятом в 1974 году, было указано требование о создании собственного герба.
В 1977 году после запроса Ассамблеи Ниуэ Парламент Новой Зеландии принял поправку к закону о печати Новой Зеландии, в которой дизайн печати приводился к общему для стран, составляющих Королевство Новой Зеландии.
До 2007 года печать использовалась в Токелау для подтверждения принятия закона, но затем новый закон заменил печать Ниуэ словами «за подписью администратора Токелау» (англ. «under the hand of the Administrator of Tokelau»).
Печать должна храниться спикером Ассамблеи Ниуэ и используется для утверждения документов и законов. Спикер несёт ответственность за надлежащее использование печати. Все документы с признанием судом какого-либо факта общеизвестным (англ. judical notice) должны кончаться печатью.

## Внешний вид
В середине нарисован герб Новой Зеландии. В левом верхнем углу изображены четыре звезды, символизирующие созвездие Южного Креста (такие же звёзды используются в национальном флаге в иной пропорции); в правом верхнем — золотое руно, символизирующее скотоводство; в левом нижнем — сноп пшеницы, символизирующий сельское хозяйство; в правом нижнем — два молота, символизирующих горную промышленность и индустрию. Между боковыми сторонами щита расположена вертикальная полоса, на которой изображены три корабля, символизирующих важность морской торговли для Новой Зеландии и иммигрантское происхождение новозеландцев, слева изображена женщина-пакеха (европейского происхождения), которая держит в руках флаг Новой Зеландии, и маорийский воин, держащий таиаху (церемониальное копьё). Щит увенчан короной святого Эдуарда, а под ним — два серебристых листа папоротника и надпись «New Zealand». Герб расположен на белом круге, вверху надпись «Public Seal of Niue», а внизу «Niue».